# Uncía
Uncía é uma cidade da Bolívia localizada na província de Rafael Bustillo, departamento de Potosí. De acordo com o censo realizado em 2001, a cidade possuía 5.709 habitantes. 